# Casiotone
Casiotone es una serie de sintetizadores desarrollados por Casio en la década de 1980. Fueron los primeros teclados que usaron una técnica de síntesis conocida como Vocal - consonante, para imitar los sonidos de los instrumentos. 
La mayoría de los teclados tenían unas teclas pequeñas, diseñadas para los niños, así que no eran aptos para uso profesional. También disponían de un generador de ritmos, con varios patrones y, a menudo, acompañamientos. 
Gracias a su bajo precio, abundancia y a la mejora de la tecnología usada con el paso del tiempo, muchas bandas de aficionados lo usaron.

## Familias
Los antiguos teclados Casiotone se agrupaban en tres familias, separadas según el método de síntesis del sonido.
- Los teclados como el CT-202 usaban el método de síntesis  Vocal - consonante. El último modelo de esta familia, el MT-65, es uno de los más conocidos y solicitados, ya que también contenía un autoacompañamiento de ritmos de batería y líneas de bajo.
- El famoso VL-Tone VL1 usa un método de síntesis de sonido basado en la Función de Walsh.
- Otros teclados (como el MT-35 y el MT-45) usan una combinación de dos números binarios ponderados. El bit con más peso proporciona el fundamental, y el de menor peso proporciona la complejidad armónica.

Más tarde, un rango más profesional de teclados, la serie CZ, usaban una Síntesis de distorsión de fase, que matemáticamente es casi idéntica a la síntesis de modulación de frecuencia de Yamaha, aunque se implementa ligeramente diferente para evitar la infracción de patentes.
Tras el lanzamiento del famoso Casio SK-1 en 1985, el generador de tono basado PCM se convirtió en dominante en la línea de teclados Casio. Después de los años noventa, la mayoría de los teclados Casio utilizan el generador de tonos PCM o sus variantes.
Algunos modelos de principio de los ochenta de la serie PT, como PT-30, PT-50, PT-80 y PT-82, no fueron comercializados bajo el nombre de Casiotone. El nombre fue recuperado más tarde para modelos como el PT-87 (que es básicamente el mismo que el PT-82), que volvió a venderse como Casiotone.

## ROM Packs

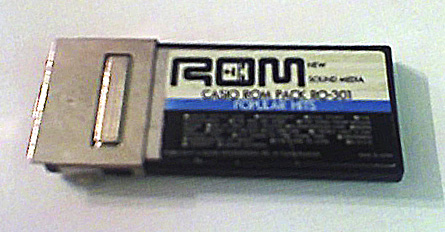
ROM Pack

Algunos modelos vendidos de 1983 en adelante incluían una bahía para cartucho que aceptaban Casio ROM Pacs que contenían partituras en formato digital. Los teclados podían tocar las notas automáticamente, también iluminaban los led (excepto PT-50) encima de cada tecla para enseñar al usuario como tocar la canción.
La mayoría de los teclado venían con un ROM Pack estándar, pero un gran número de packs adicionales, cubriendo un amplio rango de géneros musicales, estaban disponibles para comprar separado.
El último modelo que utilizaba estos cartuchos fue el CT-840 lanzado en 1990.

## Algunos modelos

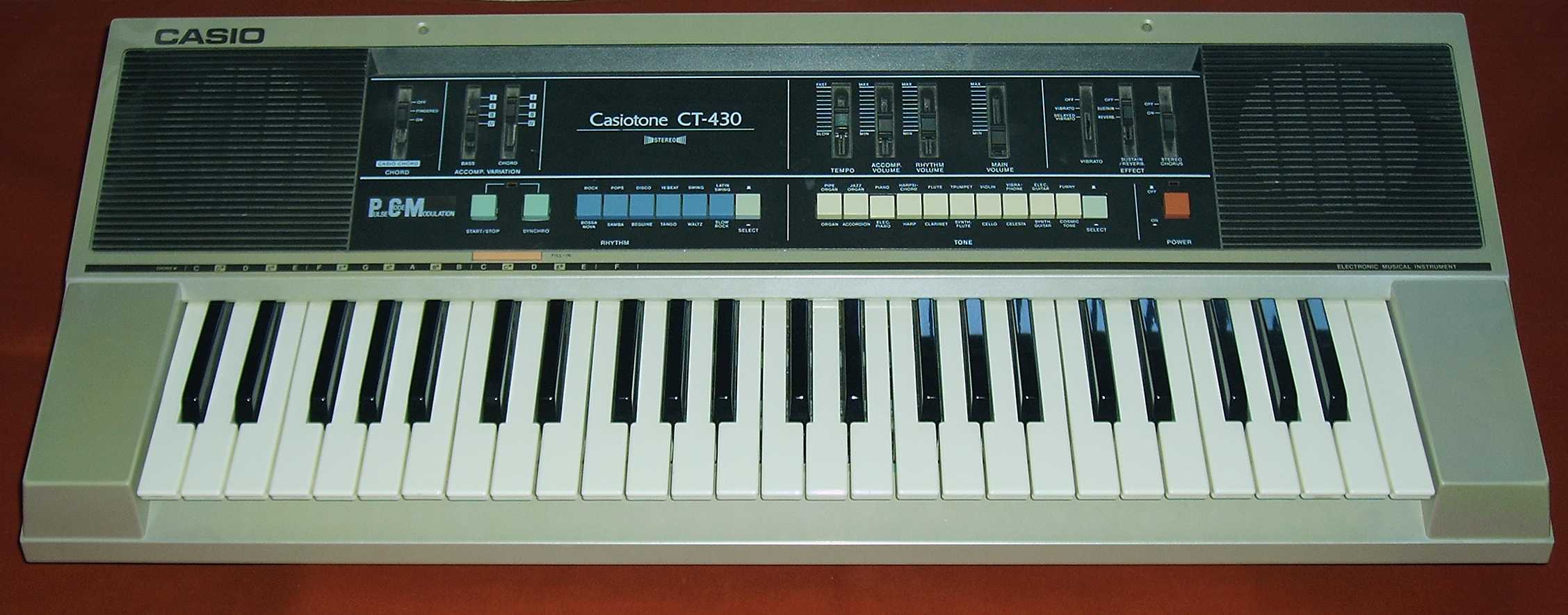
Casiotone CT-430.

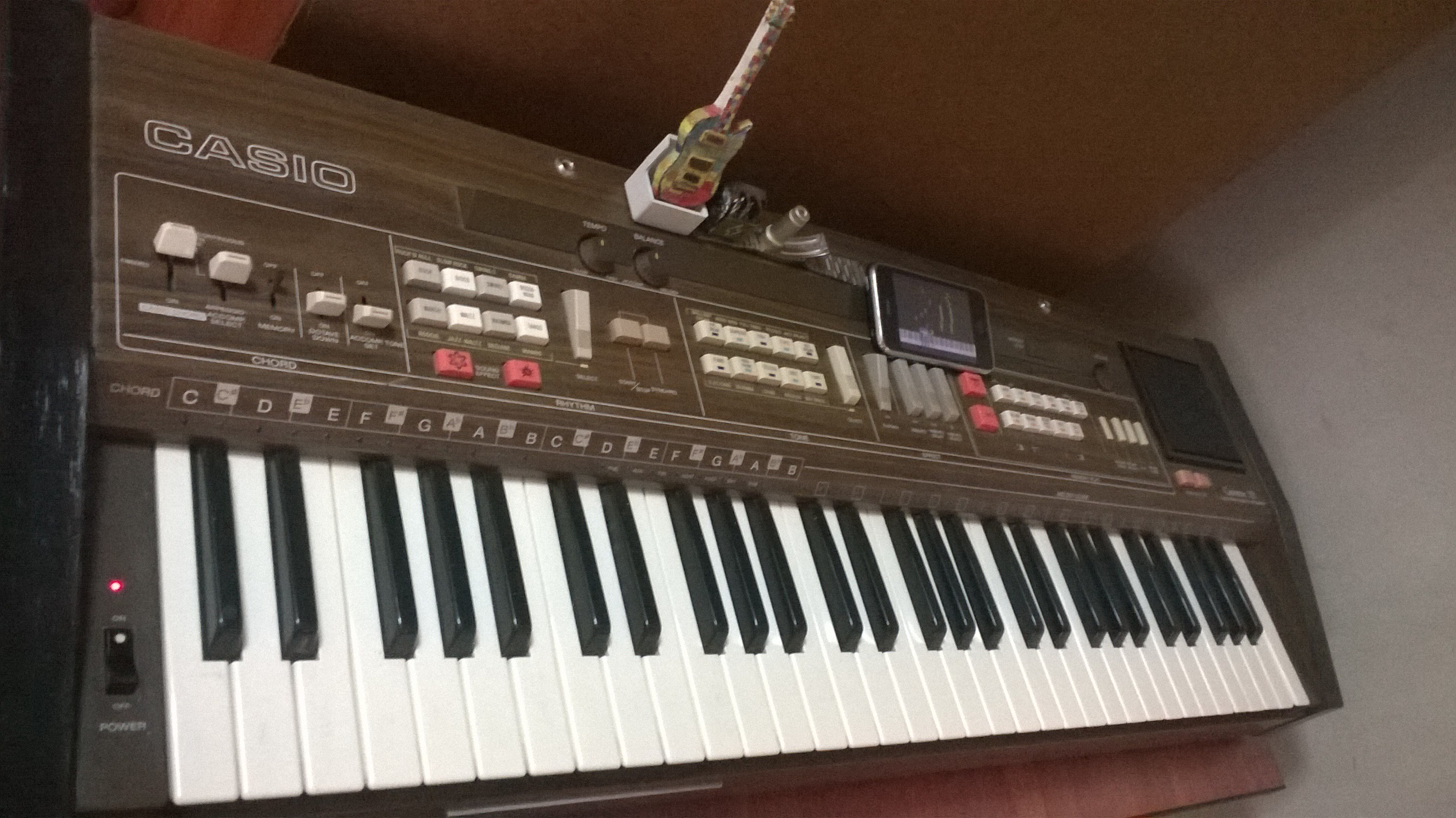
sintetizador Casio modelo Casiotone 701 fabricado a inicios de los 80´s, contaba con muchas funciones e imitadores de tonos que lo hicieron accesible para la persona común debido a su bajo costo y su fácil uso.

- CT-101

- CT-102

- CT-202

- CT-310

- CT-380

- CT-410

- CT-430

- CT-450

- CT-460

- CT-510

- CT-607

- CT-630

- CT-640

- CT-660

- CT-701

- CT-805

- CT-1000P

- CT-6000

- CT-6500

- CZ-1

- MT-40

- MT-65

- MT-800